# SGB-SMIT

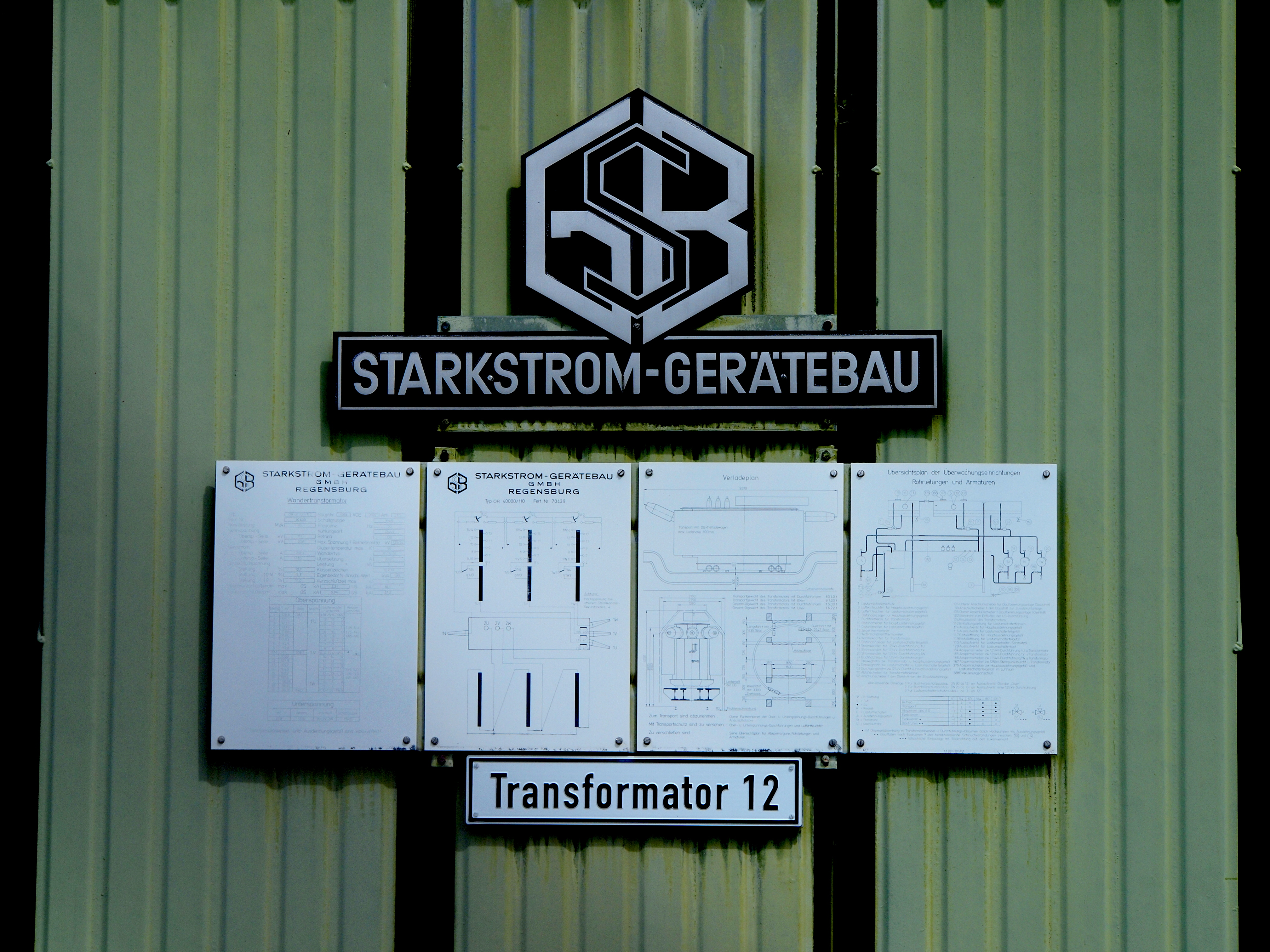
Zeitgenössisches Logo der „Starkstrom Gerätebau“ auf einem Leistungstransformator von 1984

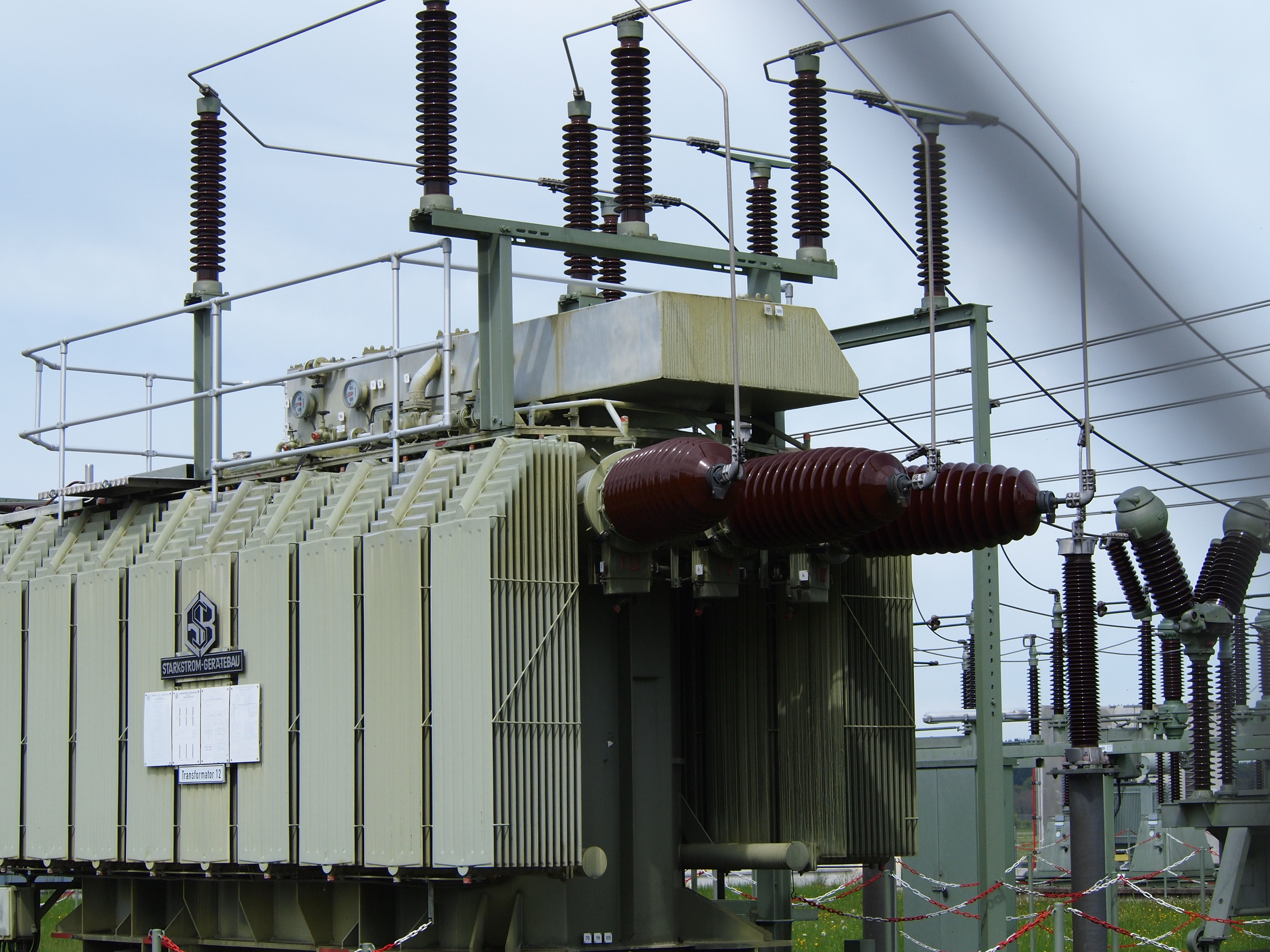
40-MVA-/110-kV-Leistungstransformator der „Starkstrom Gerätebau“ im bayerischen Umspannwerk Nr. 730 bei Leinau

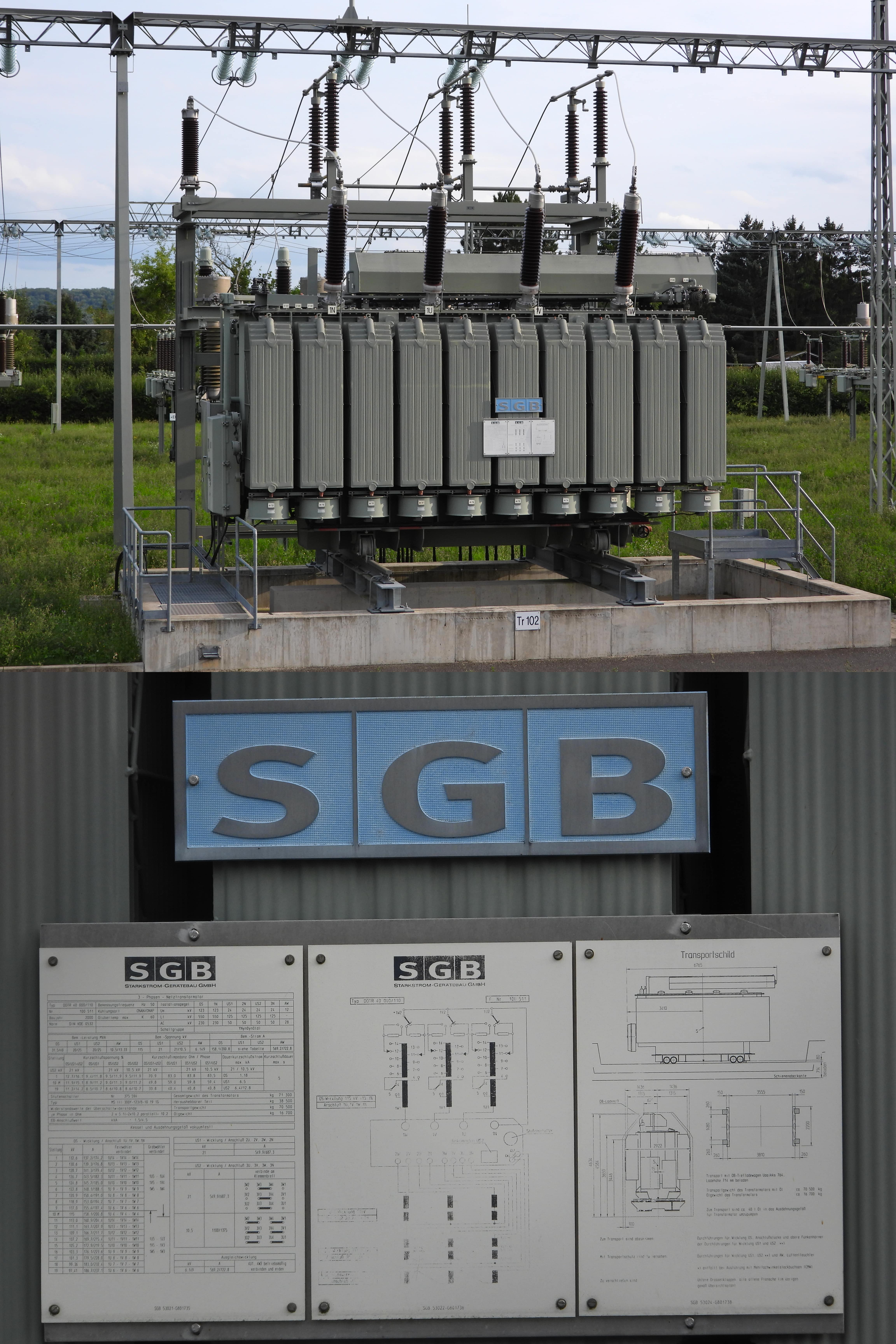
Dreiphasiger Mittelspannungs-Netztrafo (Bild 1) mit Kennschild (Bild 2)

Die SGB-SMIT GmbH ist ein Hersteller von Leistungstransformatoren. Das Unternehmen mit Hauptsitz in Regensburg produziert in neun Werken und weiteren Niederlassungen in zehn Ländern: Deutschland, Frankreich, Niederlande, Rumänien, Tschechien, China, Indien, Malaysia, Südafrika und USA.

## Unternehmensgeschichte
Am 17. September 1947 wurde die Starkstrom-Gerätebau GmbH in Regensburg für eine fabrikmäßige Serienfertigung von Öl-Verteiltransformatoren gegründet. 1979 wurde mit der Fertigung von Gießharztransformatoren begonnen. Nach der deutschen Wiedervereinigung wurde ab 1993 in Neumark (Sachsen) die Fertigung von Ölverteilungstransformatoren begonnen. Im Jahr 1994 erfolgte die Gründung einer Niederlassung in Malaysia und im selben Zeitraum begann die Fertigung von Kompensationsdrosseln und Phasenschiebern. 1997 wurde eine Vertriebsniederlassung in den Vereinigten Staaten eröffnet und die erste geregelte Festkernspule für Erdschlusslöschung in Neumark gebaut. Im Jahr 2000 begann die Zusammenarbeit mit der 1913 von Willem Smit gegründeten Transformatorenfabrik SMIT in Nijmegen. Zu diesem Zeitpunkt war die SGB-Gruppe eine Tochter des RWE-Konzerns. Im Jahr 2004 wurde SGB von RWE an den Finanzinvestor HCP Capital Group verkauft, 2008 wurden die SGB-SMIT GmbH mit Sitz in Regensburg gegründet und es erfolgte die Übernahme durch BC Partners. 2017 übernahm der Finanzinvestor One Equity Partners (OEP) die SGB-SMIT Gruppe.
2009 nutzte SGB-SMIT bestehende Verbindungen von SMIT in den nordamerikanischen Markt, baute diese weiter aus und gründete die SGB USA Inc. 2012 wurde mit OTC Service Ltd. ein Spezialist für die Reparatur und Modernisierung kleiner und mittlerer Transformatoren gekauft. Zum 100. Jubiläum von SMIT 2013 erfolgte die Verleihung des Ehrentitels „Königlich“ und einhergehend damit am 4. November 2013 eine Namensänderung der niederländischen Niederlassung in „Royal SMIT Transformers B.V.“.
2014 wurde die Mehrheitsbeteiligung am Transformatorenhersteller Retrasib S.A. in Sibiu (Rumänien) zur Steigerung der eigenen Wettbewerbsfähigkeit im Bereich der 200-MVA-Transformatoren erworben. Diese Transformatorengröße fügt sich dabei in die bestehende Produkt-Palette SGB Regensburg und Royal SMIT ein.
2017 wurden drei Niederlassungen auf zwei Kontinenten neu gegründet. Dies sind SGB Czech Trafo im tschechischen Olomouc (Gießharztransformatoren für Standardanwendungen bis 2.500 kVA), SGB Transformers India im indischen Chennai (Gießharztrafos) und SGB China in Yancheng (ebenfalls Gießharztrafos).
2018 erfolgt die Akquisition von Powertech Transformers in Südafrika mit anschließender Umbenennung in SGB-SMIT Power Matla, das in Pretoria Mittelleistungs- und Großtransformatoren und in Kapstadt Verteiltransformatoren produziert. Im französischen Fontenay-le-Comte wurde das Unternehmen BCV Technologies zugekauft, das auf Klein- und Mittelleistungstransformatoren sowie Sondergeräte spezialisiert ist.

## Produkte
Die Produktpalette umfasst Großtransformatoren, Mittelleistungstransformatoren, kleine Leistungstransformatoren, Öl-Verteilertransformatoren und Gießharztransformatoren, regelbare Kompensationsdrosseln und Phasenschieber und traditionell als Lahmeyer-Compactstation bezeichnete Umspannstationen.
Die SGB-SMIT-Gruppe fertigt auch elektronisch geregelte Transformatoren, die als Bestandteil von intelligenten Stromverteilnetzen (Smart Grid) auf die schwankende und dezentrale Stromeinspeisung reagieren.
Die SGB-SMIT Gruppe vertreibt ihre Produkte über Vertriebsniederlassungen und -agenten in 42 Ländern. Das Unternehmen hat Kunden in mehr als 50 Ländern.